# Es ist ein trotzig und verzagt Ding, BWV 176
Es ist ein trotzing und verzagt Ding, BWV 176 (Hi ha quelcom de tossut i temorenc), és una cantata religiosa de Johann Sebastian Bach per al diumenge de Trinitat, estrenada a Leipzig el 27 de maig de 1725.

## Origen i context
El llibret és de la poetessa Christiane Marianne von Ziegler –amb nombroses aportacions del mateix Bach– i forma part del recull que publicà l'any 1728 amb el títol Andächtige Gedichte (Poesies devotes). Bach posà música a altres vuit textos de von Ziegler, corresponents a les cantates BWV 68, BWV 74, BWV 87, BWV 103, BWV 108, BWV 128, BWV 175 i la BWV 183, totes elles destinades al temps de 
Pasqua de l'any 1725.
En el primer número es fa ús del versicle 17, 9 del llibre de Jeremies i de la vuitena estrofa de l'himne Was alleWeisheit in der Welt de Paul Gerhardt (1653) en el coral final. El llibret té present les lectures del dia, l'epístola – Carta als Romans (11, 33-36) – que parla de la insondable i impenetrable saviesa divina, i, amb menor intensitat, de l'evangeli – Joan (3, 1-15) –, de tota manera és el versicle de Jeremies indicat: “No hi ha res més enganyós que el cor: no té remei. Qui és capaç de conèixer-lo?”, el que recull el sentit de la cantata. Per al diumenge de Trinitat es conserven tres altres cantates, BWV 129, BWV 165 i BWV 194.

## Anàlisi
Obra escrita per a soprano, contralt, baix i cor; dos oboès, oboe da caccia, corda i baix continu. Consta de sis números.
1. Cor: Es ist ein trotzing und verzagt Ding (Hi ha quelcom de tossut i temorenc)
2. Recitatiu (contralt): Ich meine, recht verzagt (Em cau l'ànima als peus)
3. Ària (soprano): Dein sonst hell beliebter Schein (Aquell raig teu d'estimada claror)
4. Recitatiu (baix): So wundre dich, o Meister, nicht (No ho trobis estrany, O Mestre, O no)
5. Ària (contralt): Ermuntert euch, furchtsam und schüchterne Sinne (Animeu-vos, sentits retrets i espantadissos)
6. Coral: Auf dass wir also allzugleich (Així doncs, tots plegats)

El cor inicial és una fuga complexa, els oboès doblen les veus altes del cor mentre que el continu ho fa amb el baix; juga de manera contrastada amb acords i escales com a exponents de les dues idees fonamentals del text, l'engany i la maldat del cor humà. El recitatiu de contralt, número 2, té un text que contraposa el desig de sol i llum de Josuè amb l'ombra i la nit de Nicodem per entrevistar-se amb Jesús. L'ària de soprano del tercer número és lleugera amb ritme de gavota i una estructura bipartita. El recitatiu de baix del quart número comença declamant en secco però al final es converteix en arioso amb dues vocalitzacions molt marcades sobre glauben (cregui) i verloren (perdrà). L'ària següent de contralt, acompanyat pels tres oboès a l'uníson i el continu, té també aire de dansa, de minuet en aquest cas. El coral final canta el text indicat amb una melodia de l'himne de Luter Christ, unser Herr, zum Jordan kam, publicat en el cançoner de Wittenberg (1524). Té una durada aproximada d'uns tretze minuts.

## Discografia seleccionada
- J.S. Bach: Das Kantatenwerk. Sacred Cantatas Vol. 9. Gustav Leonhardt, Leonhardt-Consort, Knabenchor Hannover (Heinz Hennig, director), Collegium Vocale Gent (Philippe Herreweghe, director), Matthias Echternach (solista del cor), Paul Esswood, Max van Egmond. (Teldec), 1994.
- J.S. Bach: The complete live recordings from the Bach Cantata Pilgrimage. CD 25: St Magnus Cathedral, Kirkwall; 18 de juny de 2000. John Eliot Gardiner, English Baroque Soloists, Monteverdi Choir, Ruth Holton, Daniel Taylor, Peter Harvey. (Soli Deo Gloria), 2013.
- J.S. Bach: Complete Cantatas Vol. 15. Ton Koopman, Amsterdam Baroque Orchestra & Choir, Johannette Zomer, Bogna Bartosz, Klaus Mertens. (Challenge Classics), 2004.
- J.S. Bach: Cantatas Vol. 35. Masaaki Suzuki, Bach Collegium Japan, Yukari Nonoshita, Robin Blaze, Peter Kooij. (BIS), 2007.
- J.S. Bach: Church Cantatas Vol. 53. Helmuth Rilling, Bach-Collegium Stuttgart, Gächinger Kantorei Stuttgart, Sheila Armstrong, Norma Procter, Erich Wenk. (Hänssler), 1999.
- J.S. Bach: Cantatas for Trinity. Philippe Herreweghe, Collegium Vocale Gent, Johannette Zomer, Ingeborg Danz, Peter Kooij. (Harmonia Mundi), 2003.